# Géras de Carthage
Pour les articles homonymes, voir Géras (homonymie).
Géras est un ingénieur militaire originaire de Carthage du début du Ve siècle av. J.-C.
Travaux connus : une tortue bélière[pas clair].

## Sources littéraires
- Vitruve, De architectura, X, 13, 1-2.
- Athénée le Mécanicien, Mécanique [lire en ligne][Où ?].